# Gael Martin
Gael Martin, född den 27 augusti 1956 i Melbourne, Australien, är en australisk friidrottare inom kulstötning.
Hon tog OS-brons i kulstötning vid friidrottstävlingarna 1984 i Los Angeles. 